# Eslettes
Eslettes är en kommun i departementet Seine-Maritime i regionen Normandie i norra Frankrike. Kommunen ligger i kantonen Clères som tillhör arrondissementet Rouen. År 2022 hade Eslettes 1 630 invånare.

## Befolkningsutveckling
Antalet invånare i kommunen Eslettes
| Referens: INSEE |